# Stygocyathura specus
Stygocyathura specus là một loài chân đều trong họ Anthuridae. Loài này được Bowman miêu tả khoa học năm 1965.